# Catone in Utica (Piccinni)
Catone in Utica è un dramma per musica in tre atti del compositore Niccolò Piccinni su libretto di Pietro Metastasio.
Fu rappresentata per la prima volta il 5 novembre 1770 al Hoftheater di Mannheim.

## Rappresentazioni in tempi moderni e registrazioni
Quest'opera fu rappresentata per la prima e unica volta in tempi moderni e registrata il 27 febbraio 2007 al Staatstheater di Mannheim. L'esecuzione fu affidata a Reinhard Goebel, mentre i cantanti che si esibirono furono Christopher Wittmann, Robert Crowe, Cornelia Ptassek, Marina Ivanova, Iris Kupke e Yosemeh Adjei.